# Fernando Vega (peintre)
Pour les articles homonymes, voir Fernando Vega.
Fernando Vega (Max Braun, dit), né le 21 janvier 1932 à Lima au Pérou et mort le 26 novembre 1965 à Ibiza en Espagne, est un artiste peintre péruvien non conformiste, partisan du néoplasticisme.

## Biographie
Fils de Francisco Braun, juif austro-hongrois réfugié au Pérou et d'Armida Vega, péruvienne d'origine mêlée espagnole et amérindienne, Max Fernando Braun-Vega est le frère aîné du peintre Herman Braun-Vega et de trois autres frères et sœur, Alex, Aurora et Berti qui ont tous des aptitudes dans le domaine des arts plastiques. À Lima, au Pérou, il est l'élève du peintre nord-américain Ronald Joseph (en) qu'il suit à Paris en 1950 avant d'y être rejoint par son frère Herman en 1951. Grand voyageur, il poursuit ses études en Espagne, Italie, Yougoslavie, Amérique du Nord et Israël. En 1955, il épouse une française, Gisèle Rey, à Santa Eulalia au Pérou. De cette première union, il a deux fils, Alex et Paco. C'est en 1962 qu'il rencontre et épouse en Israël Janine Pommy Vega. En 1965 Il meurt prématurément à Ibiza, à l'age de 33 ans d'un arrêt cardiaque causé par une overdose d'héroïne.

## Œuvre
Avant même son départ pour Paris, le critique Carlos Raygada soulignait déjà sa liberté constructive, sa virtuosité de coloriste et son tempérament inquiet.
Dans leurs hommages respectifs, les critiques d'art Carlos Rodríguez Saavedra et Eduardo Moll (es) le décrivent tous deux comme un artiste tourmenté qui concevait l'art, ajoute Carlos Rodríguez Saavedra, "comme un mode de vie (le plus intense) et pas seulement comme une activité créative". Eduardo Moll définit son œuvre comme tendant vers le "surréalisme poétique, avec des accents non figuratifs".
Certaines de ses œuvres mélangent avec aisance et fluidité, des éléments purement picturaux avec des textes sacrés ou poétiques, sortes d'expressions modernes de l'enluminure. D'autres sont vraiment abstraites. Pendant son séjour en Israël, il s'imprègne de la spiritualité du pays et la retranscrit dans ses toiles.
Les deux derniers grands tableaux qu'il expose à Paris en 1965 au salon latino-américain au musée d'art moderne sont classés comme "action painting".

## Expositions
- 1949 : Lima, municipalité de Miraflores
- 1952 : Florence, galerie privée
- 1953 : Paris, musée d'art moderne
- 1954 : Paris, Salon d'Octobre
- 1956-1958 :Lima, Exposition à l'Institut d'Art Contemporain, Université de San Marcos, et galeries privées
- 1957 : Lima, Musée d'Art - Premier salon d'Art abstrait
- 1958 : Gothembourg, Exposition de peintres péruviens
- 1959 : New York, Premier Concours Inter-américain d'Arts Plastiques
- 1959-1962 : New York, expositions dans des galeries privées et au musée d'art moderne
- 1963-1964 : Expositions en Israël, Galerie Rina[12], Jérusalem, galeries privées et musées à Haïfa et Tel-Aviv
- 1964-1965 : Paris, galeries privées et Salon Latino-américain

## Postérité
En 1966, son frère Herman Braun réalise de lui un portrait Mi Hermano Max dans lequel à l'emplacement du cœur arraché on peut lire "IBIZA".
En 1968, ses frères Herman et Alex organisent à Lima, une exposition rétrospective de son œuvre dans leur toute nouvelle galerie "Braun Asociados".
La même année sa veuve, Janine Pommy Vega, dont l'un des poèmes est reproduit dans la brochure de l'exposition, publie son premier recueil de poèmes qui lui est consacré : "Poems to Fernando".